# Walbeck (Geldern)
Walbeck gehört seit der kommunalen Neugliederung 1969 zu der Stadt Geldern (7 km entfernt). Der Ort hat 4587 Einwohner (Stand: 31. Oktober 2023). Walbeck besitzt, abgesehen von drei Kindergärten und einer Grundschule, seit 1973 ein Freibad.

## Geschichte
Die ältesten Funde belegen, dass schon zur Gräberzeit um 800 bis 500 v. Chr. Menschen in Walbeck gelebt haben. Das nächste belegte Ereignis in Walbeck ist die Abspaltung der Pfarre Walbeck vom Pfarrverband Straelen um 1064. Der Name Walbeck wurde 1250 erstmals urkundlich erwähnt.
Der Bau der Pfarrkirche St. Nikolaus wurde 1329 begonnen, 1432 wurde sie um einen Kirchturm ergänzt. Im 16. Jahrhundert wurde die Luzia-Kapelle errichtet.
Am Ende des Zweiten Weltkriegs diente der Walbecker Kirchturm den deutschen Truppen als Beobachtungsstand. Als sie sich zurückziehen mussten, sollte die Kirche gesprengt werden. Johannes Bours, seit 1940 Kaplan in Walbeck, gelang es, den Kommandeur davon abzuhalten. Am 3. März 1945 besetzten englische und kanadische Truppen Walbeck. Kaplan Bours ging ihnen entgegen, um ihnen das Dorf zu übergeben. Die Besatzer richteten in Walbeck eine Kommandozentrale ein, mit dem britische General Bernard Montgomery als Befehlshaber. Alle Bewohner mussten Walbeck verlassen. Nachdem Montgomery und sein Stab weitergerückt waren, durften die Walbecker am 17. April 1945 in ihr Dorf zurückkehren. Die britische Besatzungsbehörde ernannte Kaplan Bours zum ersten Bürgermeister nach der Befreiung.
Am 1. Juli 1969 wurde Walbeck in die Stadt Geldern eingegliedert.

### Wappen und Banner
| Wappen der ehemaligen Gemeinde Walbeck, Kreis Geldern | Blasonierung: „Geteilt; oben in Schwarz wachsend ein linksgerichteter rotbewehrter und -gekrönter goldener (gelber) Löwe; unten in Blau ein goldenes (gelbes) "W".“                                                                         |

Banner der ehemaligen Gemeinde Walbeck

| Wappen der ehemaligen Gemeinde Walbeck, Kreis Geldern | Wappenbegründung: Der Löwe steht für die Zugehörigkeit zu Geldern (geldrischer Löwe) und das „W“ für Walbeck. Das Wappen basiert auf einem Siegel von 1468. Banner: „Das Banner ist Blau-Gelb gespalten mit dem Wappen oberhalb der Mitte.“ |

## Tourismus

### Spargel

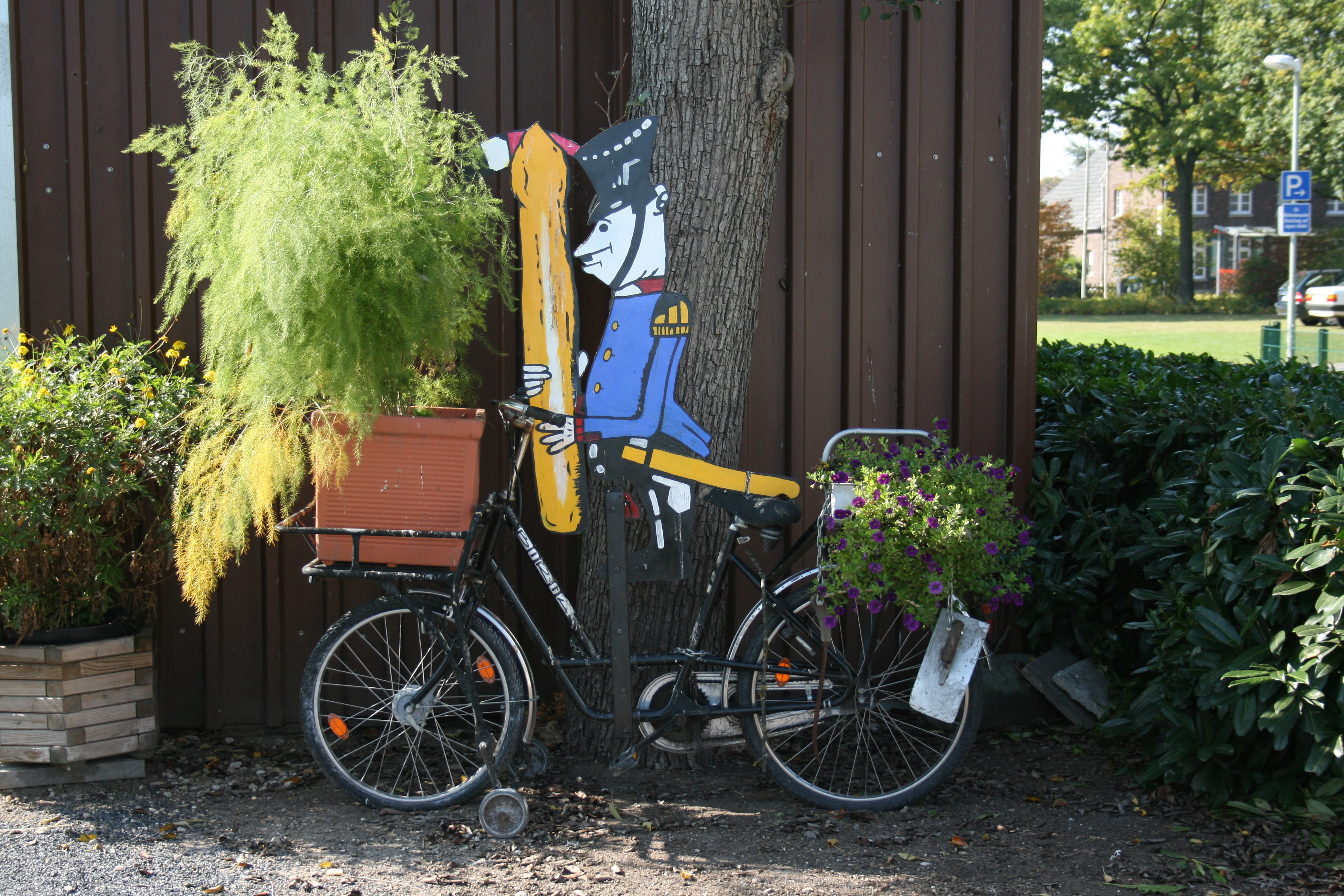
Dem Spargel gewidmete Skulptur in Walbeck

Walbeck ist überregional vor allem durch seinen Spargel bekannt. Dies lockt in der alljährlichen Spargelzeit viele Besucher in das Dorf am linken Niederrhein.
Die ersten Anbauversuche mit Spargel hat Major Walter Klein-Walbeck, ein Schwiegersohn von Karl Lamprecht, auf den Ländereien des Ritterguts Walbeck gemacht. Man bemerkte schnell, dass der leichte Sandboden der vor Millionen von Jahren angeschwemmten Maas-Niers-Düne bestens für den Spargelanbau geeignet ist. Somit taten es ihm die benachbarten Bauern nach und gründeten 1929 die erste und bis heute einzige Spargelbaugenossenschaft. 

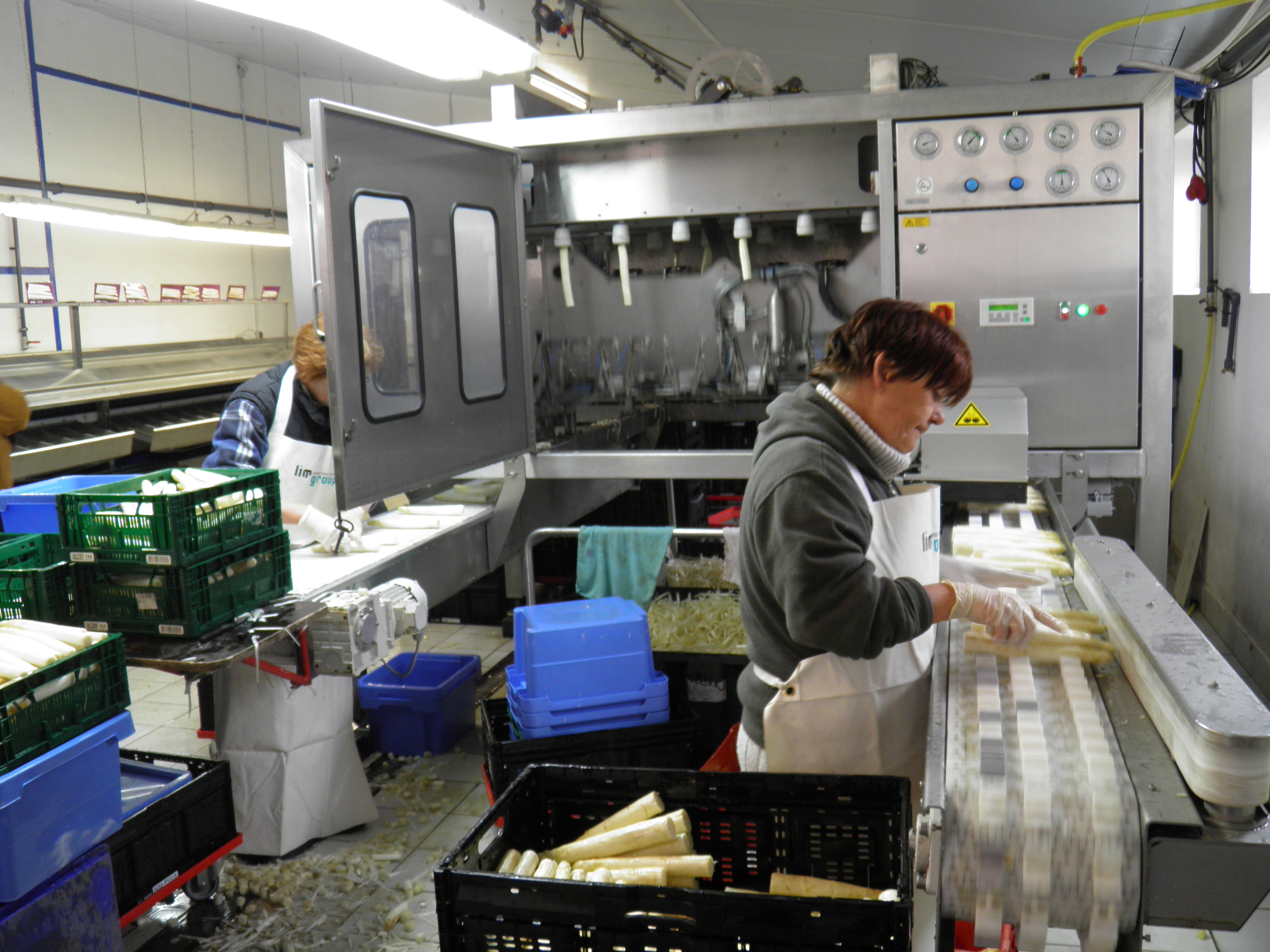
Spargelbearbeitung in Walbeck am Niederrhein

Heute ist auf vielen Wochenmärkten in nahezu ganz Deutschland das Gemüse von der niederländischen Grenze erhältlich. Die Erntemengen werden auf den Höfen bearbeitet und auf der Versteigerung in Straelen vermarktet.
Am letzten Wochenende der Spargelzeit findet an zwei Tagen auf dem Schulhof der örtlichen Grundschule das Spargel- und Dorffest statt.

### Waldfreibad Walbeck
In den 1970er Jahren wurde die Freizeitstätte Walbeck erbaut, Ferienhäuser, ein Trimm-dich-Pfad, Wanderwege und ein großes Waldfreibad mit Schwimmerbecken, Nichtschwimmerbecken und Sprungbecken, Liegewiesen so groß wie acht Fußballplätze, einer Gaststätte und seit 2020 den Wald-Lodges, wo Familien, Vereine und Freundeskreise übernachten können. Das Freibad wurde 2003 von einem neu gegründeten Bäderverein in eigener Regie von der Stadt Geldern übernommen. Ehrenamtliche haben seitdem das Bad betrieben, gepflegt und die Technik erneuert. Für die Beheizung des Bades wird Sonnenenergie genutzt. Die Gaststätte wird immer öfter auch für Vereinsfeiern und Familienfeste genutzt.

## Sehenswürdigkeiten
Zu den Sehenswürdigkeiten zählen:
- Pfarrkirche St. Nikolaus (Walbeck)[9], 15. Jahrhundert, spätgotischer Backsteinbau, untere Geschosse des Turms aus Tuffstein
- Steprather Mühle
- Haus Walbeck
- Haus Steprath
- Wallfahrtskapelle St. Luzia[10]
- Altes Pastorat[11]
- Fossa Eugeniana

## Veranstaltungen
- Am ersten Sonntag im Mai findet der alljährliche Umzug der Walbecker Spargelprinzessin statt. Am gleichen Tag findet auch der Spargel- und Handwerkermarkt im Dorfkern statt, bei dem es neue und alte Handwerke zu bewundern gibt.
- Am ersten Sonntag im Oktober findet das Schützenfest statt. Die beiden Bruderschaften des Orts, die St. Sebastianus & St. Antonius Gilde, und die St. Aloysius Jungschützen, wechseln sich bei der Ausrichtung ab. Da die Jungschützen alle zwei Jahre das Schützenfest feiern, die Gilde aber nur alle vier, wird alle vier Jahre kein Schützenfest gefeiert. Die Walbecker sprechen dann von einer „stillen Kirmes“, da lediglich ein paar Fahrgeschäfte aufgebaut werden, jedoch kein Festzelt[12]
- Vorweihnachtlicher Markt und Verkaufsoffener Sonntag: Ende November jedes Jahres findet auf dem Walbecker Markt ein vorweihnachtlicher Markt statt. Viele interessante Buden verbreiten dabei Weihnachtsstimmung mit den bekannten Düften von Glühwein, frischem Gebäck und Tannen. Begleitet von dem verkaufsoffenen Sonntag, an dem es in den örtlichen Geschäften viel Interessantes zu bestaunen gibt.
- Hallabalooza[13]: Am 13. Juni 2009 fand erstmals das Hallabalooza-Festival im Waldfreibad Walbeck statt. Auf dem eintägigen Musikfestival treten sieben regionale Bands in den Musikrichtungen Punk´n´Roll bis Elektropop auf.

## Verkehrsanbindung
Der nächstgelegene Flughafen ist der Airport Weeze der auf dem 16 km entfernten ehemaligen Militärflugplatz NRN DÜ RAF Laarbruch in Weeze ansässig ist.
Der nächstgelegene Bahnhof ist in Geldern. Von dort aus pendelt der Niers-Express zwischen Düsseldorf und Kleve.
Mit dem Auto erreicht man Walbeck über die A 40 und A 57.

## Sport
Walbeck ist die Heimat des SV Walbeck. Die Fußballabteilung trägt seine Heimspiele an der Sportanlage „Am Bergsteg“, unweit des Waldfreibades mit zwei Rasenplätzen und einer Kunstrasenanlage. Neben drei Herren-, einer Altherren- und zwei Damenmannschaften verfügt der Verein über eine große Jugendabteilung. Dabei spielen die vier ältesten Jungen-Jahrgänge (A- bis D-Jugend) in einer Jugendspielgemeinschaft mit dem S.C. Blau-Weiß Auwel-Holt 1946 aus Straelen. Zusätzlich gibt es drei Jugendmannschaften für die Frauen. Die erste Herrenmannschaft spielt in der Bezirksliga, während die zweite und dritte Mannschaft jeweils am Spielbetrieb der Kreisliga B bzw. C teilnehmen. Die erste Damenmannschaft spielt in der Niederrheinliga, die zweite Damenmannschaft nimmt an der Bezirksliga teil. Neben Fußball werden im Breitensportverein u. a. Tischtennis, Basketball und Aerobic angeboten.